# Dihoplus
Dihoplus — вимерлий рід носорогів, що жив в Євразії з пізнього міоцену до раннього плейстоцену.
Вони були помірно великими носорогами з двома рогами та великими товстими носовими кістками. Членів Dihoplus довгий час поміщали в Dicerorhinus. Іноді ці види поміщають у споріднені Stephanorhinus. Рід зараз зазвичай вважається окремим, хоча все ще тривають дебати щодо того, який вид слід включити; наприклад, Deng (2011) перерахував носорога Stephanorhinus kirchbergensis під Dihoplus.